# Criollo

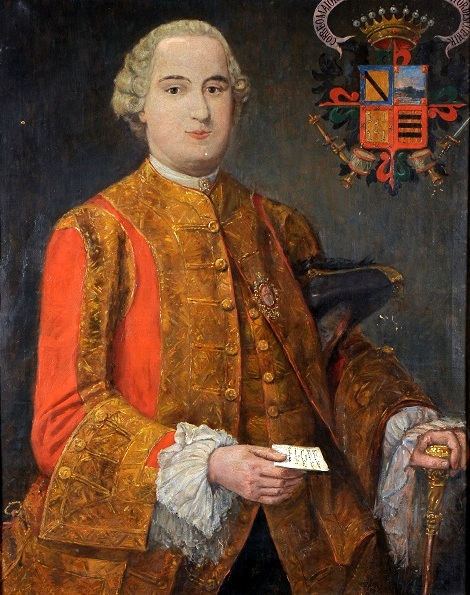
Fermín Francisco de Carvajal Vargas, Duque de San Pedro. Criollo nacido en la Capitanía General de Chile

Criollo es un término usado desde la época de los españoles para designar a nacidos o descendientes de europeos nacidos en los antiguos territorios y colonias españolas de América y Filipinas.
También se usa el término criollismo para designar al movimiento de los principales cargos políticos y eclesiásticos en Nueva España, situación determinante para el estallido del movimiento insurgente y la consumación de la independencia.
A mediados del siglo XVIII los criollos de origen español controlaban buena parte del comercio y de la propiedad agraria, por lo que tenían un gran poder económico y una gran consideración, pero estaban desplazados de los principales cargos políticos en favor de los nacidos en España.

## Historia

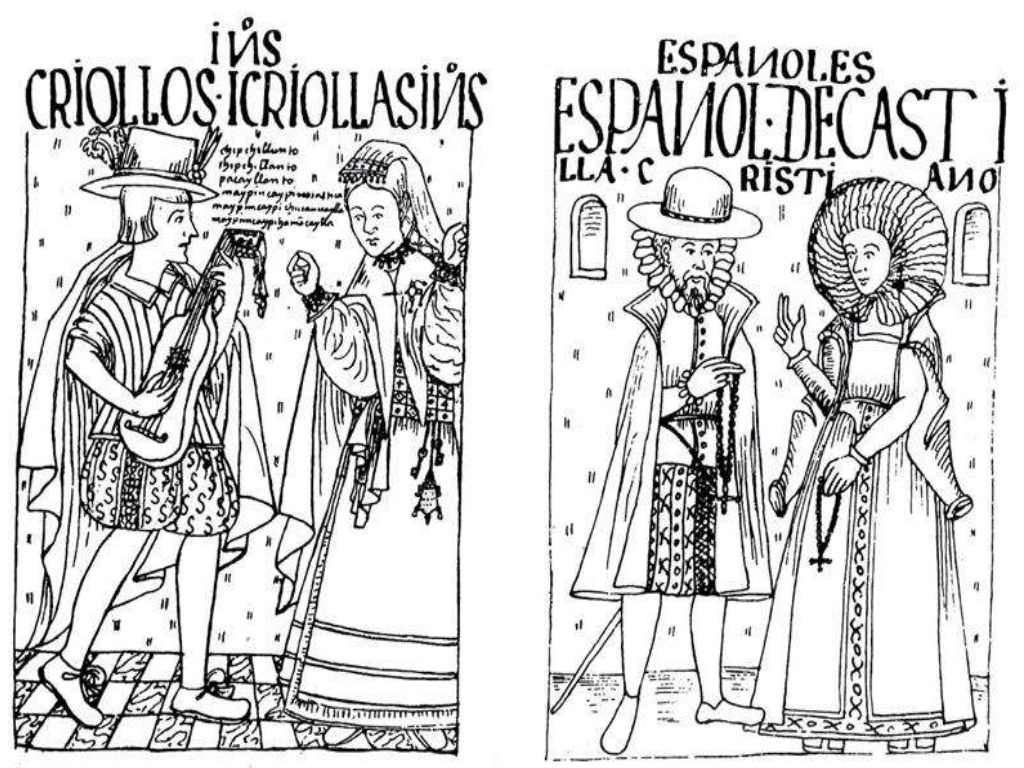
Los españoles y sus descendientes nacidos en América conformaban el alto grupo social en la colonia. Dibujo de la Nueva corónica y buen gobierno de Felipe Guamán Poma de Ayala,.

Criollo es una palabra que deriva del verbo «criar»; por ello, un criollo es una persona que se ha criado en un determinado territorio. En tiempos coloniales recibía el adjetivo de criollo todo aquel que tuviera todos sus linajes de origen foráneo o europeo. Por ejemplo, padre y madre de origen español, aunque nacido fuera de la «metrópoli»; esta sola circunstancia hacía que los criollos, aunque pudieran tener muchos privilegios respecto a las otras «castas coloniales», se encontraran en desventaja ante las prerrogativas de los administradores coloniales provenientes de Europa.
Una razón de peso significativo es que muchos de estos se autoclasifican blancos. Este problema se produce desde los llamados países de mayoría nativo-mestiza hasta los países de mayoría criolla. Una de las razones antropológicas para entender este fenómeno histórico en Latinoamérica se da por las relaciones interraciales en las colonias que sirvieron de base cultural para el subcontinente. [cita requerida]
Bajo la definición de criollo como persona nacida y criada en América y con origen europeo (padre y madre de linaje europeo, por ejemplo), el primer criollo debería ser el conquistador e hidalgo Hernando Arias de Saavedra nacido en 1564 e hijo de Martín Suárez de Toledo y María de Sanabria Calderón. Sin embargo, algunas fuentes sostienen que el caudillo Snorri Thorfinnsson nacido en 1007, hijo de Þorfinnr Karlsefni y Guðríðr Þorbjarnardóttir; nacido en Vinland, territorio de vikingos ubicado, actualmente, en Canadá fue el primer criollo de la historia.
En el siglo XVIII se fueron ahondando en las colonias españolas de América las diferencias entre criollos (o españoles americanos) y españoles peninsulares (nacidos en España), debido a que los Borbones les quitaron poder político a los primeros en beneficio de los segundos, nombrando en los cargos solo a peninsulares. Ello derivó en una activa competencia, y en un enfrentamiento que fue aumentando a lo largo del siglo. Algunos testigos así lo señalaban en la década de 1741:

No deja de parecer cosa impropia... que entre gentes de una nación, una misma religión, y aún de una misma sangre, haya tanta enemistad, encono y odio, como se observa en el Perú, donde las ciudades y poblaciones grandes son un teatro de discordias y continua oposición entre españoles y criollos(...) Basta ser europeo o chapetón, como le llaman en el Perú, para declararse contrario a los criollos; y es suficiente el haber nacido en las Indias para aborrecer a los europeos...

Al mismo tiempo, durante todo el siglo XVIII se fue produciendo la confluencia entre indígenas, mestizos, mulatos, morenos, negros, etc., vale decir, las llamadas castas inferiores con los criollos, debido a la afinidad que se iba estableciendo entre ellos:

Los criollos, lejos de ser aborrecidos, eran respetados, y por muchos también amados; los indios los llaman viracocha, como el nombre de un inca de ellos. Nacidos entre los indios, amamantados por sus mujeres, hablando su lengua, habituados a sus costumbres, arraigados en el suelo por la permanencia de dos siglos y medio y convertidos casi en un mismo pueblo, los criollos, repito, no tenían por lo general sobre los indios sino una influencia beneficiosa. Maestros de los indios en la religión, los párrocos y sacerdotes, criollos en su mayor parte, estaban siempre en conflicto con los gobernadores españoles para proteger a los indios; las casas de los criollos eran un asilo seguro para aquellos que, admitidos a la servidumbre doméstica, encontraban un destino muy dulce y muchas veces afortunado. Obsérvese bien, finalmente, que los criollos, no siendo más aquellos intrépidos conquistadores que todo lo sacrificaron a la sed del oro, ni aquellos que sucesivamente fueron llevados por la misma pasión a esos remotos climas, son en consecuencia más dóciles a las voces de la naturaleza y de la religión.

Por eso, después de reprimir la sublevación tupamarista de 1780 en el Perú, se comenzó a evidenciar contra los criollos mala voluntad de parte de la Corona Española, especialmente por la Causa de Oruro juzgada en Buenos Aires, y también por la demanda entablada contra el Dr. Juan José Segovia, nacido en Tacna, y el Coronel Ignacio Flores, nacido en Quito, quien había ejercido como Presidente de la Real Audiencia de Charcas y había sido Gobernador Intendente de La Plata (Chuquisaca o Charcas, actual Sucre).

## Ejemplos de uso moderno

### Argentina y Uruguay
En Argentina y Uruguay, países que recibieron una inmigración muy fuerte de españoles e italianos entre 1880 y 1930, así como otras migraciones anteriores y posteriores, la denominación de criollo, se documenta desde el siglo XVI para indicar a los nativos del país de raza caucásica: un hijo de españoles nacido en el país era un criollo. Tal denominación fue cambiando hasta emplearse para designar a los descendientes de personas que habitaron el país (y conformaban parte de su sociedad, ya que los pueblos indígenas conformaban sus propias sociedades aparte) desde la época anterior a la de la oleada inmigratoria, independientemente de su raza, diferenciándose así de los descendientes de inmigrantes llegados a partir de mitad y sobre todo finales del siglo XIX (mediterráneos en su gran mayoría), cuyos descendientes criollos conforman una importante porción de la población argentina y una incluso mucho mayor en la uruguaya (aunque con el tiempo fueron mezclándose con la población autóctona criolla y, luego, con grupos procedentes de migraciones más recientes). Debido al cierto grado de mestizaje que poseían en su linaje una parte de los descendientes de españoles en la región en el siglo XIX, algunos de los criollos no eran descendientes únicamente de blancos, tal como en el significado original del término, sino también, en alguna medida, de amerindios y negros.

### Brasil
En Brasil el término crioulo designa personas negras o mestizas de negros. En el siglo XIX, los esclavos podrían ser criolos (los nacidos en Brasil) o africanos (nacidos en África, que podrían no hablar portugués ni conocer las costumbres de la nueva tierra). Por tanto, en el Brasil, el término crioulo nunca es usado para designar personas blancas, al contrario del resto de América Latina.

### Colombia, Ecuador y Venezuela
En Venezuela, Ecuador y Colombia, según el discurso oficial el término de criollo en el habla vernácula significa idílicamente «de la tierra nuestra» y es un término supuestamente inclusivista que se aplica a todos los ciudadanos, quienes son «criollos» sin importar su región de origen. Según esta línea oficial de la censura racial «vernácula», el rótulo de «criollo» se debe llevar con orgullo porque históricamente se asumen de facto los vínculos y herencia española y amerindia en una suerte de mestizaje que hace desaparecer las razas para fundirlas en una sola o «criolla». Según esta versión, desde el momento de la independencia se estaba gestando una nación criolla con identidad y orgullo patrio. Es decir, de acuerdo a la letra oficial todo el legado nativo de la Gran Colombia se funde con el colonial en lo criollo.
Otro uso de la palabra criollo es para la gallina criolla, que es más pequeña y que se degusta al preparar el sancocho de gallina criolla. Algo similar ocurre con el pato criollo (Cairina moschata domestica) que es el pato doméstico originario de América tropical, domesticado por los indígenas desde tiempos precolombinos. En estos casos, el término criollo significa vernáculo o autóctono, que es la acepción más común de la palabra en estas latitudes.

### Francia y Portugal
En Francia se denominó tradicionalmente «créole» al blanco nacido en cualquiera de sus colonias, aunque no fuese en América. Todavía en las excolonias francesas (como Haití o Quebec) o en las actuales dependencias francesas (Guayana francesa, Martinica, Reunión, Mayotte, Nueva Caledonia, etc.) se denomina créole a la lengua basada en el francés aunque localmente diferenciada de tal idioma o a las formas de cultura o a las personas (casi siempre mestizas) en las que predominan los orígenes franceses.
En las excolonias portuguesas de África (independizadas en el año 1974) la palabra criollo (creol, crioulo) ha tendido a designar a las poblaciones homogeneizadas de «blancos» o «caucásicos» con melanoafricanos o «negros», es decir de los llamados tradicionalmente y vulgarmente «mulatos», esto se nota especialmente en Cabo Verde donde toda la población es miogénica de caucásicos europeos y melanoafricanos o africanos «negros».

### Perú
En Perú el término «criollo» ha seguido un curso diferente. Tiene varios significados, muchos cuales carecen de valor racial, social o étnico. Generalmente se usa como adjetivo calificativo para la música de la región de la costa, específicamente con géneros como «vals criollo» o marinera o tondero, u otros con fuertes orígenes afroperuanos, tales como el festejo u otros. Conocidos intérpretes de esta música tienen nombres como Los Embajadores Criollos, Los Troveros Criollos, Las Criollitas y otros. Se usa además para calificar la «comida criolla» o comida típica de la región de la costa peruana como el «ceviche», o tal vez «chupe de camarones» o la «jalea», etc.
También en Perú tiene otro significados de uso muy común. Este significado alude al facilismo y picardía de manera similar al caso argentino, llamando en Perú también a este aspecto «picardía criolla», «viveza criolla», «viveza», «ley del vivo», «criollada», etc. Ejemplo: «me hicieron una criollada» para decir «me estafaron». Según algunos esta acepción del vocablo criollo, que tiene uso muy común y aceptado en el Perú, se originó por las costumbres de los descendientes de españoles de viajar por el interior del país donde tomaban con engaños las posesiones de los habitantes locales incluidas sus hijas, mujeres y/o bienes materiales, confiados en la credulidad de los nativos, siendo los culpables inmunes a la ley o la justicia por la corrupción existente, también practicada por «criollos». Sin embargo, en el pueblo, hay un sentimiento de orgullo en decirse «criollo» o persona del pueblo. En este sentido, el «criollo» es el hombre común costeño, criado en cultura popular, comiendo comida criolla y escuchando música criolla, con un orgullo de su herencia española, afroperuana o mestiza, en contraposición a los de clases altas con tendencias eurófilas y amantes de influencias extranjeras, especialmente de Estados Unidos.
El «núcleo duro» de lo «criollo» está restringido a los valles agrícolas del litoral peruano y las ciudades aledañas, tales como Piura, Chiclayo, Trujillo, Lima e Ica. En cada lugar ha adoptado formas propias con variados elementos culturales, actualmente con una fuerte influencia mestiza y morena en el norte y un dominante elemento africano en Lima y el Sur Chico. Desde épocas coloniales, la composición etnocultural en la costa peruana ha variado dependiendo de la región. Por ejemplo, el elemento africano estaba concentrado en el sur en la Provincia de Cañete y el Departamento de Ica o en la costa norte en Lambayeque y Piura, hecho que ha dado un carácter único a esas áreas. En dichas regiones existían los grandes fundos de explotación agropecuaria que estaban en manos de descendientes de españoles y de otros europeos, así como sus artesanos. La dinámica de la relación entre el elemento europeo y africano en el Perú amerita un estudio más riguroso, pero cabe mencionar que esta relación se gesta de manera asimétrica para perpetuar el dominio racial del blanco. Lejos de crear una integración, resulta en la exclusión y marginación del componente mestizo e indígena por el uso de los afroperuanos de la costa y de las urbes, quienes son utilizados como fuerza de choque para proteger al blanco contra el cobrizo y el negro. Quienes se prestan a su labor de guachimanes (derivado de watchman), aplican la selección racial en los lugares de acceso público, como centros de entretenimiento, clubes, etc.

### África del Sur
A diferencia de la América, el término de color se prefiere en el sur de África para referirse a personas mixtas de ascendencia africana y europea. La colonización de Cape Colony por parte de la Compañía Holandesa de las Indias Orientales condujo a la importación de esclavos indonesios, del este de África y del sudeste asiático, que se mezclaron con los colonos holandeses y la población indígena, lo que llevó al desarrollo de una población criolla a principios del siglo XVIII. Además, los comerciantes portugueses se mezclaron con las comunidades africanas, en lo que hoy es Mozambique y Zimbabue, para crear los Prazeros y los luso-africanos, que eran leales a la corona portuguesa y sirvieron para promover sus intereses en el sureste de África. Un legado de esta era son las numerosas palabras portuguesas que han entrado en Shona, Tsonga y Makonde. Hoy en día, existen comunidades de raza mixta en toda la región, especialmente en Sudáfrica, Namibia y Zimbabue. En la era colonial de Zambia, el término euroafricano se usaba a menudo, aunque en gran medida ha dejado de usarse en la era moderna y ya no se reconoce a nivel nacional. Hoy en día, los mestizos sudafricanos y los malayos del Cabo forman la mayoría de la población en el Cabo Occidental y una pluralidad en el Cabo Norte.
Además de los mestizos, el término mestico se utiliza en Angola y Mozambique para referirse a los mestizos, que gozaban de cierto privilegio durante la era portuguesa.

### África Occidental
En Sierra Leona, la mezcla de descendientes negros y mixtos recién liberados de Nueva Escocia y cimarrones de Jamaica del hemisferio occidental y africanos liberados, como los akan, bacongo, igbo y yoruba, durante varias generaciones a finales del siglo XVIII y principios del XIX. siglos llevó a la eventual creación del grupo étnico aristocrático ahora conocido como los criollos. Completamente occidentalizados en sus modales y burguesesen sus métodos, los criollos establecieron un cómodo dominio en el país a través de una combinación de favoritismo colonial británico y actividad política y económica. Su influencia en la república moderna sigue siendo considerable, y su idioma krio, un idioma criollo basado en el inglés, es la lingua franca y el idioma nacional de facto que se habla en todo el país.
La extensión de las actividades comerciales y religiosas de estos sierraleoneses a la vecina Nigeria a fines del siglo XIX y principios del XX, donde muchos de ellos tenían vínculos ancestrales, provocó posteriormente la creación de una rama en ese país, los Saros. Ahora a menudo considerados como parte de la etnia yoruba más amplia, los Saros han sido prominentes en la política, la ley, la religión, las artes y el periodismo.

### África portuguesa
Los crioulos de ascendencia mixta portuguesa y africana eventualmente dieron origen a varios grupos étnicos importantes en África, especialmente en Cabo Verde, Guinea-Bissau, Santo Tomé y Príncipe, Guinea Ecuatorial (especialmente la provincia de Annobón), Ziguinchor (Casamance), Angola, Mozambique. Solo algunos de estos grupos han conservado el nombre crioulo o variaciones del mismo:
- Cabo Verde

el grupo étnico dominante, llamado Kriolus o Kriols en el idioma local; el idioma en sí también se llama «criollo».
- Guinea-Bisáu

criollos
- Santo Tomé y Príncipe

criollos

### Océano Índico
Artículos principales: pueblo criollo de Mauricio y pueblo criollo de Seychelles
Ver también: criollo de Mauricio, criollo de Reunión y criollo de Seychelles
El uso del criollo en las islas del suroeste del océano Índico varía según la isla. En Mauricio, los criollos mauricianos se identificarán en función de la etnia y la religión. Los criollos mauricianos son personas de ascendencia mauriciana o aquellos que son mestizos y cristianos. La Constitución de Mauricio identifica cuatro comunidades, a saber, hindú, musulmana, china y la población en general. Los criollos se incluyen en la categoría de población general junto con los cristianos blancos.
El término también indica lo mismo a la gente de Seychelles. En Reunión, el término criollo se aplica a todas las personas nacidas en la isla.
En las tres sociedades, criollo también se refiere a los nuevos idiomas derivados del francés e incorporando otros idiomas.

### Otros países
En otros países del continente americano, se da por extensión el calificativo de criollo a todo lo producido por criollos o en el ámbito de la «cultura criolla», por ejemplo: «caballo criollo», «cocina criolla», «circo criollo», «salsa criolla» o «vals criollo»; y por extensión hecho en el país, como sinónimo de «nacional» y en oposición a «extranjero».
Es interesante notar que en los países anglosajones no ha sido ni es notoria la distinción de tipo «metropolitano» vs. «criollo» ya que en el mundo angloamericano el sistema segregacionista (muy «naturalizado») ha sido diferente el de la llamada regla de «hipolinaje» (linaje «inferior»): aún en Estados Unidos se llama «gente de color» a alguien que tiene ancestros negroafricanos y también blancos, o «Indian» a quien se le saben ancestros indoamericanos aunque predominen linajes europeos en su genealogía.

### Idiomas del Caribe
"Kreyòl" o "Kweyol" o "Patois" también se refiere a las lenguas criollas del Caribe, incluido el criollo francés antillano, el criollo de Bajan, el criollo de las Bahamas, el criollo de Belice, el criollo de Guyana, el criollo haitiano, el patois de Jamaica, el criollo de Trinidad, el criollo de Tobago, y Sranan Tongo, entre otros.
La gente habla criollo antillano en las siguientes islas: [ cita requerida ]
- Santa Lucía
- Martinica
- Dominica
- Guadalupe
- San Martín
- San Bartolomé
- Trinidad y Tobago
- Granada